# 清邁大學
清邁大學成立於1964年，位於清邁市西郊，佔地3,490英亩。目前擁有學生3万多人。清邁大學是全市唯一一所國立大學。
清邁大學除了為泰北學生提供高等教育的機會，也為外國學生，尤其是鄰近中南半岛地區的學生，提供高質素的學習環境。
清邁大學以醫科和工科出名。

## 学院设置

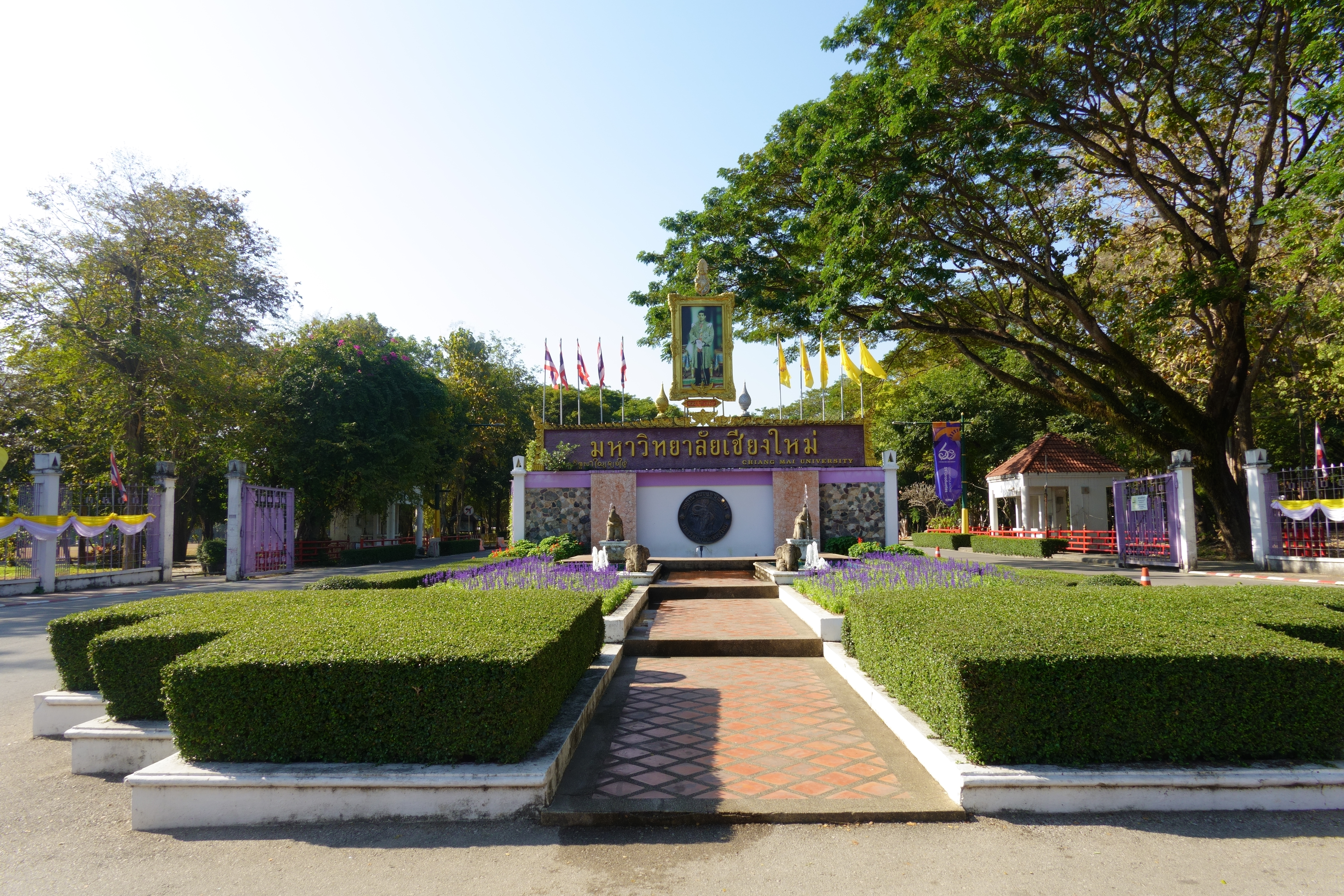
清邁大學校門
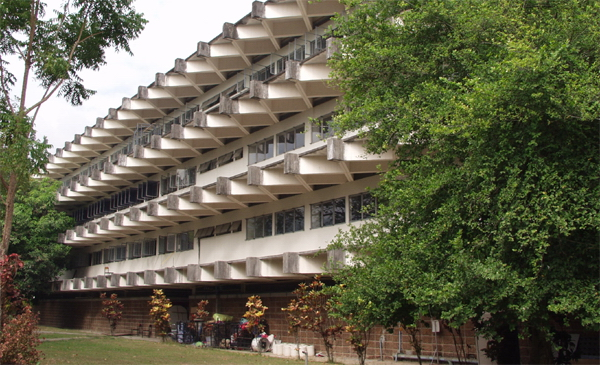
工程系大樓
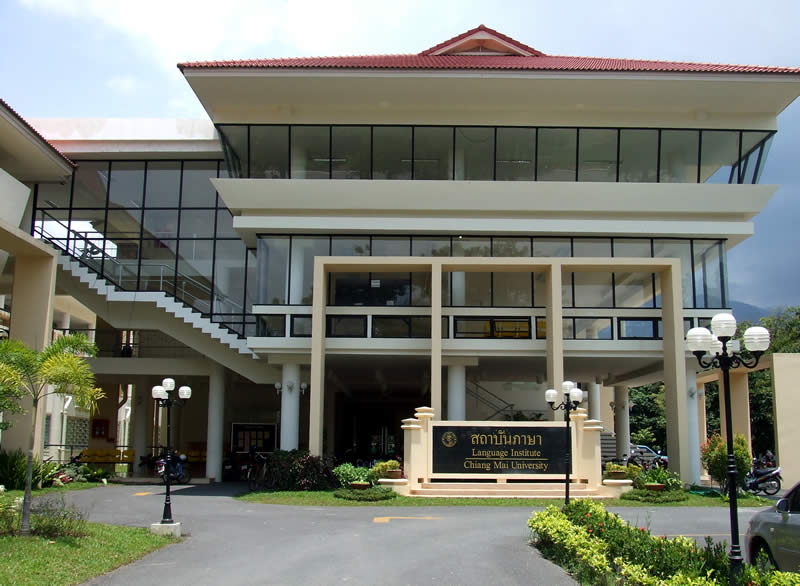
社會科學學院大樓
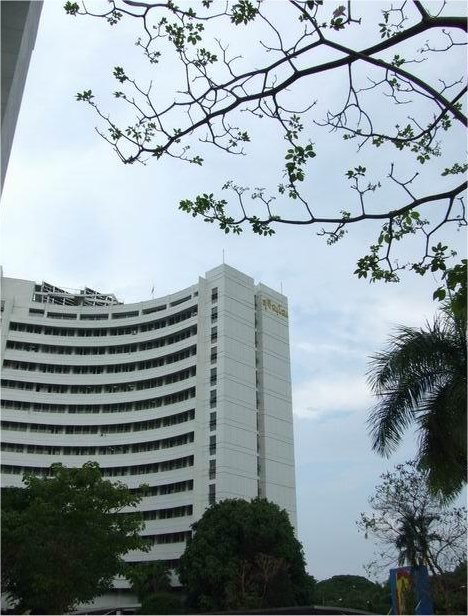
衛生科學學院大樓

本科課程分為：常規課程、特別課程、國際課程、進修課程與聯合課程，每個學院將確定所提供的每個研究領域的科目。按各院系設立順序，請參照下表：
| 設立年份 | 系所名稱               | 備註               |
| -------- | ---------------------- | ------------------ |
| 1959年   | 醫學院                 | 1965年遷入清邁大學 |
| 1964年   | 人文學院               |                    |
| 1964年   | 社會科學學院           |                    |
| 1964年   | 理學院                 |                    |
| 1967年   | 農學院                 |                    |
| 1968年   | 教育學院               |                    |
| 1970年   | 工程學院               |                    |
| 1972年   | 藥學院                 |                    |
| 1972年   | 牙醫學院               |                    |
| 1975年   | 護理學院               |                    |
| 1976年   | 醫學技術學院           |                    |
| 1982年   | 研究所                 |                    |
| 1983年   | 美術學院               |                    |
| 1994年   | 獸醫學院               |                    |
| 1995年   | 經濟學院               |                    |
| 1995年   | 工商管理學院           |                    |
| 1995年   | 農產工業學院           |                    |
| 2000年   | 建築學院               |                    |
| 2003年   | 藝術媒體與技術學院     |                    |
| 2005年   | 大眾傳播學院           |                    |
| 2005年   | 政治科學與公共管理學院 |                    |
| 2006年   | 法學院                 |                    |
| 2017年   | 海洋研究管理學院       |                    |
| 2017年   | 數字創新國際學院       |                    |
| 2017年   | 公共衛生學院           |                    |
| 2017年   | 生物醫學工程研究所     |                    |

## 姊妹校

### 亞洲地區
- 中華民國臺北市：國立臺北護理健康大學
- 中華民國臺北市：國立臺灣師範大學
- 中華民國台中市：國立中興大學
- 中華民國台中市：逢甲大學
- 中華民國花蓮市：慈濟大學
- 中華民國桃園市：長庚大學

## 外部連結
- 清迈大学官方网站 （页面存档备份，存于）